# Municipio de Tlanchinol
El municipio de Tlanchinol es uno de los ochenta y cuatro municipios que conforman el estado de Hidalgo en México. La cabecera municipal y localidad más poblada es Tlanchinol.
El municipio se localiza al norte del territorio hidalguense entre los paralelos 20°54′ y 21°12′ de latitud norte; los meridianos  98°30′ y 98°45′ de longitud oeste; con una altitud entre 200 y 1900 m s. n. m. Este municipio cuenta con una superficie de 392.12 km², y representa el 1.88 % de la superficie del estado; dentro de la región geográfica de la Huasteca hidalguense y de la Sierra Alta.
Colinda al norte con el estado de San Luis Potosí y los municipios de San Felipe Orizatlán y Huejutla de Reyes; al este con los municipios de Huejutla de Reyes y Huazalingo; al sur con los municipios de Calnali y Lolotla; al oeste con el municipio de Lolotla.

## Toponimia
La palabra Tlanchinol proviene del náhuatl Tlanchinolli ‘casa quemada’ e icpac ‘sobre, encima’; por lo que su significado es «Sobre de la casa quemada». Otra versión es que se trata de una reducción del nombre original que es "Tlanchinoltipac" y que proviene del náhuatl Tlanchinolli ‘lugar quemado’ e icpac ‘sobre, encima’; por lo que su significado es «Sobre lo que se quemó».

## Geografía

### Relieve e hidrográfica

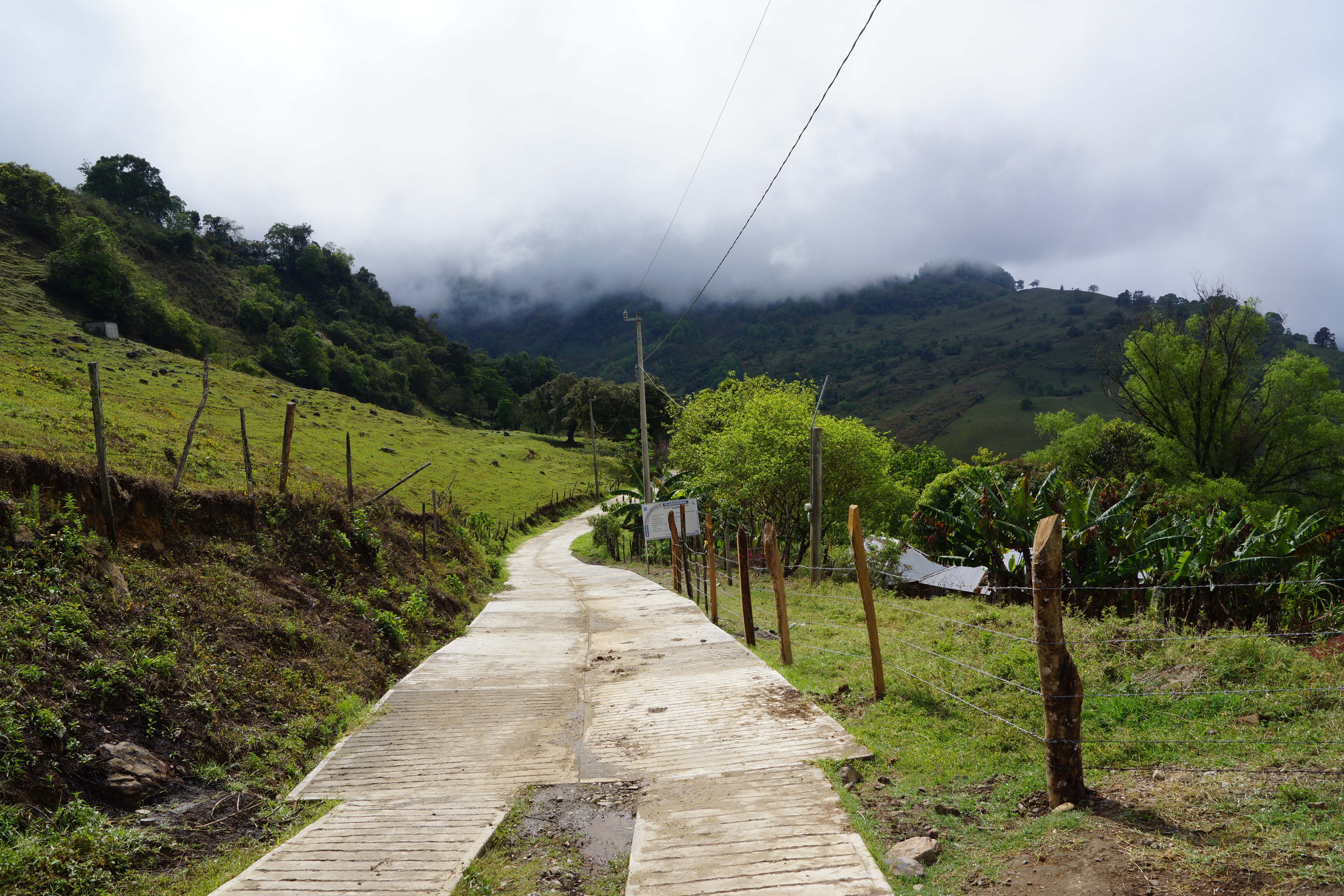
Panorámica del municipio.

En cuanto a fisiografía se encuentra dentro de las provincias de la Sierra Madre Oriental; dentro de la subprovincia Carso Huasteco. Su territorio es completamente sierra. Existen algunos relieves rodeados por algunos cerros y partes rocosas que son manifestaciones volcánicas.
En cuanto a su geología corresponde al periodo cretácico (35.0%), neógeno (25.64%), paleógeno (23.0%), jurásico (15.0%) y pérmico (1.0%). Con rocas tipo ígnea extrusiva: basalto (21.64%), toba ácida (3.0%) y brecha volcánica ácida (1.0%); sedimentaria: lutita–arenisca (24.0%), caliza-lutita (22.0%), caliza (20.0%), lutita (4.0%) y arenisca (4.0%). En cuanto a cuanto a edafología el suelo dominante es phaeozem (71.71%), leptosol (18.0%) y regosol (6.0%).
En lo que respecta a la hidrología se encuentra posicionado en la región hidrológica del Pánuco (3.0%); en las cuencas del río Moctezuma; dentro de las subcuenca del río Amajac (33.0%), río Los Hules (39.0%) y río San Pedro (28.0%).

### Clima
El municipio presenta un clima; Semicálido húmedo con lluvias todo el año (92.0%) y templado húmedo con lluvias todo el año (8.0%). Con temperaturas media anual de 18.9 °C y una precipitación pluvial de 2,601 milímetros por año, con período de lluvias en el mes de mayo a septiembre.

### Ecología
En flora tiene una vegetación de tipo selva media y bosques latifoliados, compuesta en su mayoría por una gran variedad de árboles como el encino, fresno, nogal, cedro blanco y colorado. En cuanto a fauna se cuenta con tigrillo, gato montés, jabalí, conejo, ardillas, topos, así mismo podemos mencionar en reptiles como la víbora de cascabel, coralillo, mazacuate.

## Demografía

### Población
De acuerdo a los resultados que presentó el Censo Población y Vivienda 2020 del INEGI, el municipio cuenta con un total de 37 722 habitantes, siendo 18 447 hombres y 19 225 mujeres. Tiene una densidad de 96.2 hab/km², la mitad de la población tiene 26 años o menos, existen 96 hombres por cada 100 mujeres.
El porcentaje de población que habla lengua indígena es de 45.12 %, en el municipio se habla principalmente Náhuatl de la Huasteca hidalguense. El porcentaje de población que se considera afromexicana o afrodescendiente es de 0.68 %.
Tiene una Tasa de alfabetización de 98.5 % en la población de 15 a 24 años, de 78.0 % en la población de 25 años y más. El porcentaje de población según nivel de escolaridad, es de 14.3 % sin escolaridad, el 62.6 % con educación básica, el 16.1 % con educación media superior, el 7.0 % con educación superior, y 0.1 % no especificado.
El porcentaje de población afiliada a servicios de salud es de 90.8 %. El 4.3 % se encuentra afiliada al IMSS, el 88.2 % al INSABI, el 3.7 % al ISSSTE, 3.9 % IMSS Bienestar, 0.2 % a las dependencias de salud de PEMEX, Defensa o Marina, 0.6 % a una institución privada, y el 0.2 % a otra institución. El porcentaje de población con alguna discapacidad es de 6.1 %. El porcentaje de población según situación conyugal, el 39.3 % se encuentra casada, el 29.8 % soltera, el 21.6 % en unión libre, el 3.6 % separada, el 0.3 % divorciada, el 5.4 % viuda.
Para 2020, el total de viviendas particulares habitadas es de 9550 viviendas, representa el 1.1 % del total estatal. Con un promedio de ocupantes por vivienda 4.0 personas. Predominan las viviendas con tabique y block. En el municipio para el año 2020, el servicio de energía eléctrica abarca una cobertura del 98.7 %; el servicio de agua entubada un 37.1 %; el servicio de drenaje cubre un 93.0 %; y el servicio sanitario un 98.2 %.

### Localidades

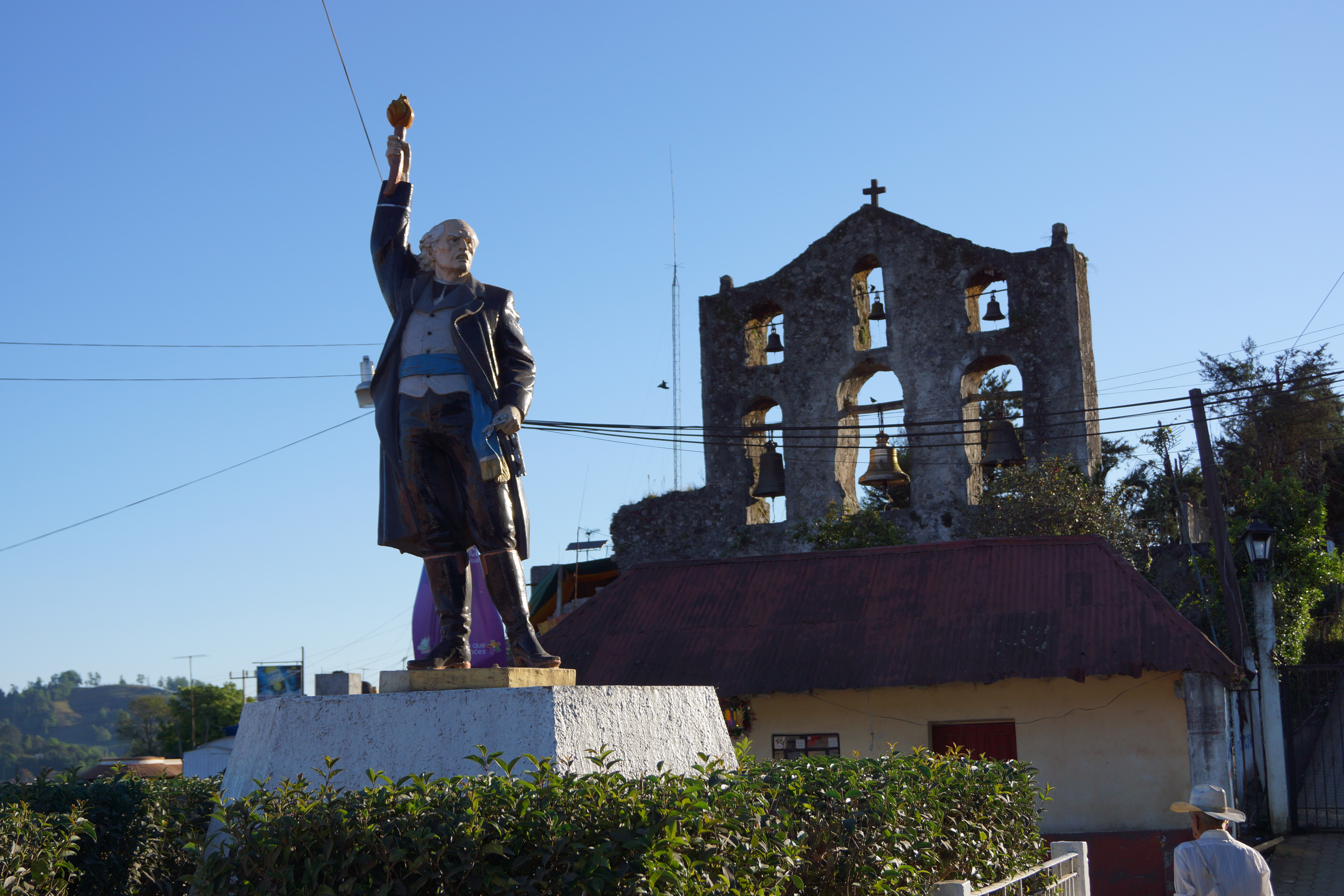
Localidad de Tlanchinol.

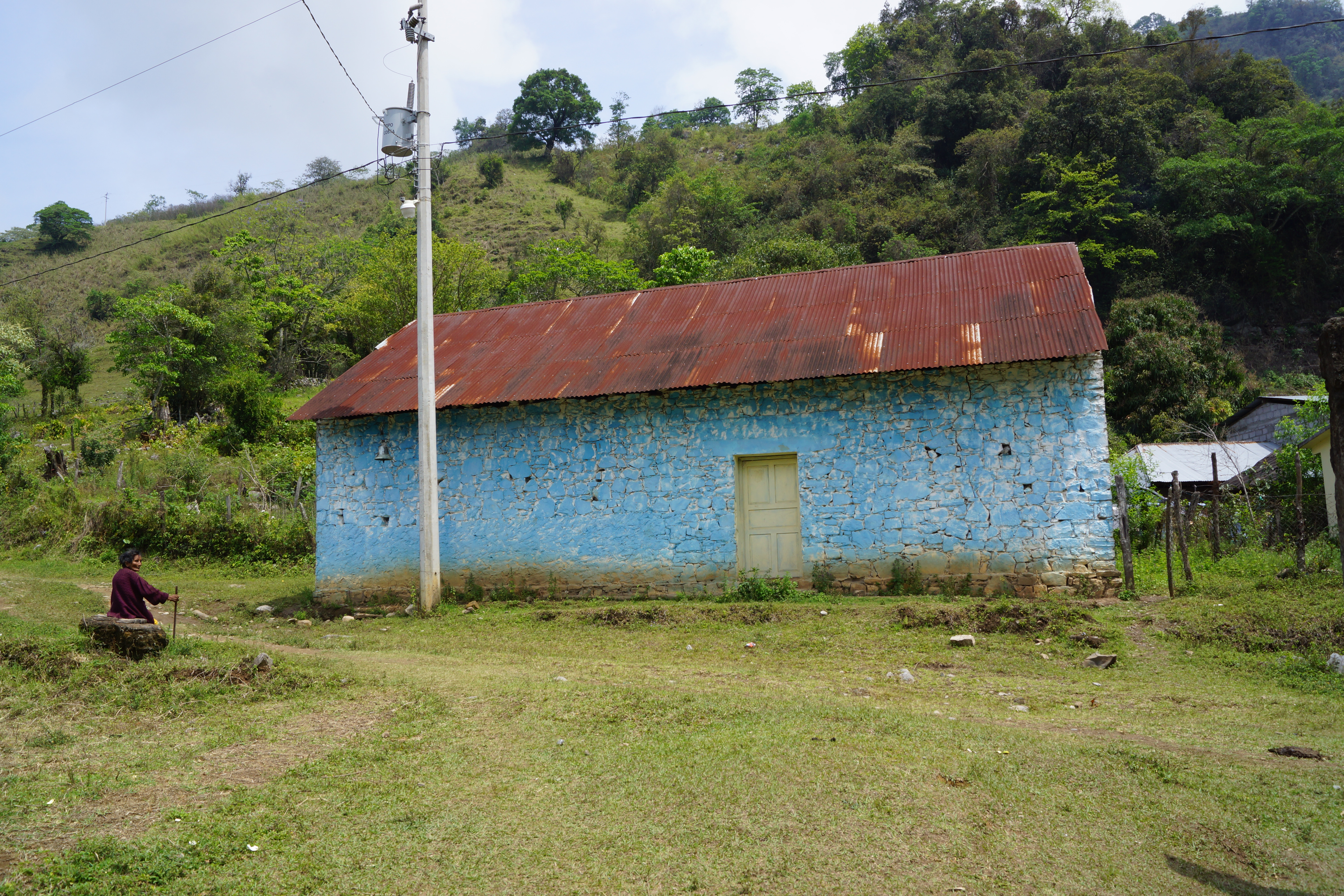
Localidad de Xitlama.

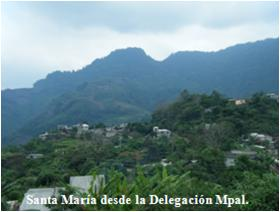
Localidad de Santa María Catzotipan.

Para el año 2015, de acuerdo al Catálogo de Localidades, el municipio cuenta con 81 localidades activas:
| Código INEGI | Localidad              | Población (2020) | Porcentaje (%) | Ámbito Población | Categoría Población |
| ------------ | ---------------------- | ---------------- | -------------- | ---------------- | ------------------- |
| 130730001    | Tlanchinol             | 6117             | 16.22          | Urbana           | Cabecera municipal  |
| 130730038    | Santa María Catzotipan | 2552             | 6.77           | Urbana           | Comunidad           |
| 130730020    | Hueyapa                | 1472             | 3.90           | Rural            | Comunidad           |
| 130730025    | Olotla                 | 1393             | 3.69           | Rural            | Comunidad           |
| 130730002    | Acahuasco              | 1358             | 3.60           | Rural            | Comunidad           |
| 130730016    | Chichiltépec           | 1320             | 3.50           | Rural            | Comunidad           |
| 130730019    | Pueblo Hidalgo         | 1316             | 3.49           | Rural            | Comunidad           |
| 130730015    | Chichatla              | 1217             | 3.23           | Rural            | Comunidad           |
| 130730023    | Jalpa                  | 1156             | 3.06           | Rural            | Comunidad           |
| 130730040    | Temango                | 1056             | 2.80           | Rural            | Comunidad           |
| 130730047    | Toctitlán              | 1007             | 2.67           | Rural            | Comunidad           |
| 130730017    | Chipoco                | 1002             | 2.66           | Rural            | Comunidad           |
| 130730034    | San José               | 991              | 2.63           | Rural            | Comunidad           |
| 130730033    | San Cristóbal          | 898              | 2.38           | Rural            | Comunidad           |
| 130730005    | Apantlazol             | 775              | 2.05           | Rural            | Comunidad           |
| 130730021    | Huitepec               | 743              | 1.97           | Rural            | Comunidad           |
| 130730022    | Ixtlapala              | 736              | 1.95           | Rural            | Comunidad           |
| 130730037    | Santa Lucía            | 687              | 1.82           | Rural            | Comunidad           |
| 130730011    | Cuatlimax              | 671              | 1.78           | Rural            | Comunidad           |
| 130730036    | San Salvador           | 538              | 1.43           | Rural            | Comunidad           |
| 130730026    | Pahuayo                | 490              | 1.30           | Rural            | Ranchería           |
| 130730003    | Acatipa                | 489              | 1.30           | Rural            | Ranchería           |
| 130730028    | Pilcuatla              | 466              | 1.24           | Rural            | Ranchería           |
| 130730027    | Peyula                 | 459              | 1.22           | Rural            | Ranchería           |
| 130730031    | Quetzaltzongo          | 428              | 1.13           | Rural            | Ranchería           |
| 130730006    | Citlala                | 427              | 1.13           | Rural            | Ranchería           |
| 130730013    | Chachala               | 410              | 1.09           | Rural            | Ranchería           |
| 130730048    | Totonicapa             | 394              | 1.04           | Rural            | Ranchería           |
| 130730024    | Lontla                 | 373              | 0.99           | Rural            | Ranchería           |
| 130730095    | Amoxco                 | 345              | 0.91           | Rural            | Ranchería           |
| 130730060    | Tierra Colorada        | 345              | 0.91           | Rural            | Ranchería           |
| 130730007    | Coamapil               | 338              | 0.90           | Rural            | Ranchería           |
| 130730119    | Barrio Santa Cecilia   | 325              | 0.86           | Rural            | Ranchería           |
| 130730014    | Chalchocotipa          | 305              | 0.81           | Rural            | Ranchería           |
| 130730042    | Tenexco                | 303              | 0.80           | Rural            | Ranchería           |
| 130730030    | Pitzotla               | 302              | 0.80           | Rural            | Ranchería           |
| 130730018    | Ehuatitla              | 283              | 0.75           | Rural            | Ranchería           |
| 130730045    | Tianguis               | 268              | 0.71           | Rural            | Ranchería           |
| 130730049    | Santa Martha Ula       | 253              | 0.67           | Rural            | Ranchería           |
| 130730063    | Comala                 | 251              | 0.67           | Rural            | Ranchería           |
| 130730132    | Cuatempa [Barrio]      | 226              | 0.60           | Rural            | Ranchería           |
| 130730029    | La Pimienta            | 224              | 0.59           | Rural            | Ranchería           |
| 130730054    | Quimixtla Hula         | 207              | 0.55           | Rural            | Ranchería           |
| 130730131    | Barrio Nuevo           | 196              | 0.52           | Rural            | Ranchería           |
| 130730046    | Tlahuelompa            | 188              | 0.50           | Rural            | Ranchería           |
| 130730004    | Acuapa                 | 182              | 0.48           | Rural            | Ranchería           |
| 130730041    | Tenango                | 172              | 0.46           | Rural            | Ranchería           |
| 130730010    | Cuatlapech             | 158              | 0.42           | Rural            | Ranchería           |
| 130730050    | Xaltipa                | 156              | 0.41           | Rural            | Ranchería           |
| 130730104    | Cuatahuatla            | 146              | 0.39           | Rural            | Ranchería           |
| 130730059    | Tlahuelongo            | 143              | 0.38           | Rural            | Ranchería           |
| 130730117    | Barrio Independencia   | 138              | 0.37           | Rural            | Ranchería           |
| 130730009    | Cuatatlán              | 137              | 0.36           | Rural            | Ranchería           |
| 130730133    | Xototla [Barrio]       | 112              | 0.30           | Rural            | Ranchería           |
| 130730055    | Rancho Nuevo           | 111              | 0.29           | Rural            | Ranchería           |
| 130730108    | Cerro Alto             | 104              | 0.28           | Rural            | Ranchería           |
| 130730043    | Tepeyac                | 98               | 0.26           | Rural            | Ranchería           |
| 130730039    | Tecontla               | 95               | 0.25           | Rural            | Ranchería           |
| 130730099    | Chicaco                | 87               | 0.23           | Rural            | Ranchería           |
| 130730062    | Tochintla              | 84               | 0.22           | Rural            | Ranchería           |
| 130730120    | Barrio Tlacomul        | 83               | 0.22           | Rural            | Ranchería           |
| 130730035    | San Miguel             | 60               | 0.16           | Rural            | Ranchería           |
| 130730123    | Xochititla             | 56               | 0.15           | Rural            | Ranchería           |
| 130730012    | Cuatlapextla           | 44               | 0.12           | Rural            | Ranchería           |
| 130730067    | El Suspiro             | 38               | 0.10           | Rural            | Ranchería           |
| 130730044    | Tequispízal            | 38               | 0.10           | Rural            | Ranchería           |
| 130730110    | Vista Hermosa          | 35               | 0.09           | Rural            | Ranchería           |
| 130730105    | Tamazolapa             | 34               | 0.09           | Rural            | Ranchería           |
| 130730051    | Xitlama                | 25               | 0.07           | Rural            | Ranchería           |
| 130730111    | La Montaña             | 17               | 0.05           | Rural            | Ranchería           |
| 130730098    | El Balcón              | 16               | 0.04           | Rural            | Ranchería           |
| 130730064    | Las Puentes            | 13               | 0.03           | Rural            | Ranchería           |
| 130730106    | Atoscalao              | 10               | 0.03           | Rural            | Ranchería           |
| 130730113    | Cececapa               | 8                | 0.02           | Rural            | Ranchería           |
| 130730107    | Catlapani              | 6                | 0.02           | Rural            | Ranchería           |
| 130730109    | Cuahuilacats           | 4                | 0.01           | Rural            | Ranchería           |
| 130730057    | La Providencia         | 4                | 0.01           | Rural            | Ranchería           |
| 130730102    | Tolapa                 | 3                | 0.01           | Rural            | Ranchería           |
| 130730101    | Tlazolapa              | 2                | 0.01           | Rural            | Ranchería           |
| 130730116    | Xuchiatitla            | 2                | 0.01           | Rural            | Ranchería           |
| 130730121    | Cuatempa               | 1                | 0.00           | Rural            | Ranchería           |

## Política
Se erigió como municipio el 15 de febrero de 1826. El Honorable Ayuntamiento está compuesto por: un presidente municipal, un síndico, once regidores, y 77 delegados municipales. De acuerdo al Instituto Nacional electoral (INE) el municipio está integrado por 26 secciones electorales, de la 1403 a la 1428. Para la elección de diputados federales a la Cámara de Diputados de México y diputados locales al Congreso de Hidalgo, se encuentra integrado al distrito electoral federal 1 de Hidalgo y al distrito electoral local 3 de Hidalgo. A nivel estatal administrativo pertenece a la Macrorregión IV y a la Microrregión X, además de a la Región Operativa VIII Tlanchinol.

### Cronología de presidentes municipales
| Periodo                  | Nombre                       | Afiliación política        |
| ------------------------ | ---------------------------- | -------------------------- |
| 1964 -1967               | Tobías F. Juárez             | -                          |
| 1967-1970                | Miguel Castillo Sierra       | -                          |
| 1970-1973                | Agustín Martínez Solís       | -                          |
| 1973-1976                | Alfonso Rivera Villegas      | -                          |
| 1976-1979                | Oliverio Medina Camargo      | -                          |
| 1979-1982                | Said Fernández Solares       | -                          |
| 1982-1985                | J. Guadalupe García Casasola | -                          |
| 1985-1988                | Avelino Martínez Solís       | -                          |
| 1988-1991                | Alejandro Camargo Melo       | -                          |
| 1991-1994                | Bonifacio Medina Bustos      | -                          |
| 16/01/1994 al 15/01/1997 | Roberto Franco Coca          | PRI                        |
| 16/01/1997 al 15/01/2000 | Ponciano Hernández Olivera   | PRI                        |
| 16/01/2000 al 15/01/2003 | Nemorio Medina Hernández     | PRI                        |
| 16/01/2003 al 15/01/2006 | Teodoro Linarte Sánchez      | PRI                        |
| 16/01/2006 al 15/01/2009 | Disiderio Bautista Isidro    | PRI                        |
| 16/01/2009 al 15/01/2012 | Alejandro Bautista Medina    | PAN                        |
| 16/01/2012 al 04/09/2016 | Gabino Hernández Vite        | PAN                        |
| 05/09/2016 al 04/09/2020 | Pablo Salazar Hernández      | PAN                        |
| 05/09/2020 al 14/12/2020 | Gabino Hernández Vite        | Concejo municipal Interino |
| 15/12/2020 al 04/09/2024 | Marcos Bautista Medina       | PAN                        |
| 05/09/2024 al 04/09/2027 | Gabino Hernández Vite        | PAN                        |

## Economía
En 2015 el municipio presenta un IDH de 0.637 Medio, por lo que ocupa el lugar 72.º a nivel estatal; y en 2005 presentó un PIB de $674,833,104.00 pesos mexicanos, y un PIB per cápita de $20,028.00 (precios corrientes de 2005).
De acuerdo con el Consejo Nacional de Evaluación de la Política de Desarrollo Social (Coneval), el municipio registra un Índice de Marginación Alto. El 46.2% de la población se encuentra en pobreza moderada y 35.8% se encuentra en pobreza extrema. En 2015, el municipio ocupó el lugar 71 de 84 municipios en la escala estatal de rezago social.
A datos de 2015, en materia de agricultura los principales cultivos en tierra de temporal son en su mayoría el maíz, con una superficie de 4240 hectáreas sembradas, frijol con una superficie sembrada de 71 hectáreas, chile verde con 11 hectáreas y café cereza del que se siembran 3703 hectáreas; además de contar con 3,860 hectáreas de pastos. En ganadería cuenta con 1949 cabezas de ganado bovino de leche y carne, ovino (2289), porcino (1326), aves de postura y engorda (40 377). En silvicultura la superficie arbolada comercial es de 2700 ha, con uso potencial anual de 12.00 m³.
Para 2015 se cuenta con 349 unidades económicas, que generaban empleos para 940 personas. En lo que respecta al comercio, se cuenta con dos tianguis, una tienda Diconsa y una lecheras Liconsa; además de un mercado público. De acuerdo con cifras al año 2015 presentadas en los censos económicos del INEGI, la Población Económicamente Activa (PEA) del municipio asciende a 9062 personas de las cuales 8846 se encuentran ocupadas y 216 se encuentran desocupadas. El 47.03%, pertenece al sector primario, el 21.25% pertenece al sector secundario, el 30.31% pertenece al sector terciario y el 1.41% no especificaron.